# 国際地球回転・基準系事業
国際地球回転・基準系事業（こくさいちきゅうかいてん・きじゅんけいじぎょう、英: International Earth Rotation and Reference Systems Service; IERS）は、天文学、測地学および地球物理学のコミュニティーへの地球回転および基準系に関するデータおよび規格を提供することを主な目的とする国際機関である。中央局をドイツ・フランクフルト・アム・マインのドイツ連邦地図測量庁 (BKG) に置く。

## 機能
国際地球回転・基準系事業 (IERS) は国際天文準拠系 (ICRS) およびその現示である国際天文基準座標系 (ICRF)、国際地球準拠系 (ITRS) およびその現示である国際地球基準座標系 (ITRF)、地球回転変動の研究並びに ICRF および ITRF の間の変換に必要な地球姿勢パラメータ (EOP)、ICRF、ITRFまたは地球姿勢パラメータの時空変動の解釈しそのような変化をモデル化する地理データ、国際的な準拠を促進する規格や定数およびモデル（即ち規約）などを、天文学、測地学および地球物理学のコミュニティーへ提供する。
また、地球姿勢パラメータ (EOP) には世界時の UT1 も含まれており閏秒を発表する役割を果たしていた。

## 歴史
IERSは1987年に国際天文学連合と国際測地学・地球物理学連合によって、それまでの国際極運動観測事業 (IPMS) および国際報時局 (BIH) の地球回転事業を置き換える形で、国際地球回転観測事業（こくさいちきゅうかいてんかんそくじぎょう、英: International Earth Rotation Service; IERS）として設立された。事業は1988年1月1日から開始された。中央局はパリ天文台、フランス経度局およびフランス国立地理学研究所 (IGN) が協働してその役割を担った。当初の組織は中央局 (Central Bureau) に地球座標系部門 (Terrestrial Frame Section)、地球姿勢部門 (Earth Orientation Section)、天球座標系部門 (Celestial Frame Section)、および速報事業補助局（Rapid Service Sub-bureau、後に速報事業および予報担当の補助局、Sub-bureau for Rapid Service and Predictions）を置き、これに加えて超長基線電波干渉法 (VLBI)、月レーザー測距 (LLR) および人工衛星レーザー測距 (SLR) の各総括センター (Coordinating Centres) で構成していた。
1989年3月に中央局に大気角運動量担当の補助局 (Sub-bureau for Atmospheric Angular Momentum) を置いた。
1990年1月1日にGPS総括センター (GPS Coordinating Centre) を置いた。
1994年10月1日にDORIS総括センター (DORIS Coordinating Centre) を置いた。
1998年1月1日に大気角運動量担当の補助局に換えて、大気と海洋および水文学を含む地球流体に関するGGF総括センター (GGF [1998: MGGF] Coordinating Centre) を置いた。
その一方で、国際地球回転観測事業 (IERS) が用いる各種の宇宙技術による観測に関して、1994年に国際測地学協会 (IAG) が国際GPS地球力学事業 (IGS) を設立したのに続いて、1998年に国際レーザー測距事業 (ILRS)、1999年に国際VLBI事業 (IVS) を設立し、また国際DORIS事業 (IDS) の設立も計画されていたことから、2001年1月1日に国際地球回転事業（ちきゅうかいてんじぎょう、英: International Earth Rotation Service; IERS）はその組織を再編して観測に関する事業を外に出し、地球回転に関係するデータの管理とその高度化などの本来の任務に集中することになる。なお、国際地球回転事業 (IERS) の外に出した各種の観測事業を技術センター (Technique Centres) に位置付けた。
このときに中央局がパリ天文台からドイツ連邦地図測量庁 (BKG) に移転し、中央局長もパリ天文台の Daniel Gambis からドイツ連邦地図測量庁 (BKG) の Bernd Richter となった。
2003年に現在の国際地球回転・基準系事業に改称したが、略称はIERSのままとした。